# Johann Weikhard von Auersperg
Johann Weikhard von Auersperg (ur. 11 marca 1615 w Seisenbergu, zm. 13 listopada 1677 w Lublanie) – austriacki polityk, książę ziębicki 1654–1677.
Był trzecim synem Dytryka II von Auersperga (zm. 25 sierpnia 1634 r.) i jego żony hrabiny Sydonii Galler von Gravenweg. 16 września 1630 r. Dytryk II został podniesiony przez cesarza do godności hrabiego Rzeszy. W 1630 r. Johann Weikhard wysłany do kolegium jezuickiego w Monachium, a następnie zapewne studiował prawo na uniwersytecie w Würzburgu. Większość dóbr odziedziczył jego najstarszy brat Wolf Engelbrecht (ur. 1610 r., zm. 28 kwietnia 1673 r.). Johann Weikhard wstąpił na służbę cesarską piastując liczne urzędy. Był wielkim ochmistrzem dworu króla rzymskiego Ferdynanda IV, a w 1655 r. został pierwszym tajnym radcą, ministrem i doradcą cesarzy Ferdynanda III i Leopolda I. Otrzymał także Order Złotego Runa. 17 września 1653 r. został podniesiony przez cesarza do godności księcia Rzeszy i obdarowany zamkiem i wójtostwem Wels w Górnej Austrii.
Za szczególne zasługi dla tronu otrzymał 30 lipca 1654 r. od cesarza księstwo ziębickie. Stany księstwa zwróciły się z prośbą do cesarza o zmianę decyzji. Nim jednak pismo dotarło do władcy nakazał on wprowadzenie Auersperga jako pana księstwa. 17 sierpnia cesarscy komisarze pojawili się w Ząbkowicach Śląskich, przedstawili pismo cesarskie i zażądali od stanów złożenia następnego dnia hołdu nowemu panu. Stany, zagrożone niełaską cesarską, musiały ustąpić. Uzyskały jedynie zapewnienie, że po wygaśnięciu linii księcia Auersperga księstwo wróci do korony, a komisarze przedstawili zapewnienie nowego pana, że nie naruszy przywilejów stanowych i krajowych i nic nie zmieni w sprawach religijnych. Obietnice te potwierdził przedstawiciel księcia. 18 sierpnia 1654 r. stany złożyły w Ząbkowicach hołd nowemu panu, który przyjął w jego imieniu hrabia Schaffgotsch. Natomiast w Ziębicach wybuchło powstanie. Dopiero po jego stłumieniu, 22 sierpnia 1654 r. rada i mieszczaństwo Ziębic złożyli hołd. Warto dodać, że książę Auersperg nigdy nie odwiedził księstwa ziębickiego.
23 listopada 1654 r. Johann Weikhard von Auersperg ożenił się z osiemnastoletnią hrabianką Marią Kathariną von Losenstein, córką hrabiego Georga Achacego von Losensteina i hrabiny Franciski von Mansfeld. Z małżeństwa tego pochodziło 3 synów i 4 córki. W 1663 r. Johann Weikhard zakupił majątek Tengen w Badenii, który rok później został podniesiony do rangi hrabstwa. Jako pierwszy minister zawarł 19 stycznia 1668 r. tajny traktat z Francją w sprawie podziału monarchii hiszpańskiej. Miał on rozwiązać sprawę spadku po spodziewanej rychłej śmierci Karola II, ostatniego z hiszpańskich Habsburgów. Prawo do dziedziczenia rościli obie cesarz i król Francji Ludwik XIV, który ożenił się z siostrą Karola II. Układ nie wszedł w życie, ponieważ Karol II zmarł dopiero w 1700 r. w zupełnie innej sytuacji politycznej. Johann Weikhard von Auersperg pracował również nad potrójnym sojuszem trzech państw katolickich Austrii, Francji i Hiszpanii. W 1667 r. zapragnął zostać kardynałem. Jego starania poparł cesarz Leopold I. Książę Auersperg, aby przyspieszyć otrzymanie purpury kardynalskiej, poprosił o poparcie również króla Ludwika XIV. Papież zawiadomił cesarza o interwencji francuskiego monarchy, a prośbę do króla Leopold I uznał za brak lojalności i 10 grudnia 1669 r. pozbawił Auersperga zajmowanych stanowisk i nakazał mu opuścić dwór.
Książę zamieszkał w Krainie, w Lublanie lub na zamku Seisenberg. Żył tu samotnie zajmując się polowaniami, łowieniem ryb i studiowaniem teologii. Do końca życia miał nadzieję na otrzymanie jakiejś wysokiej godności kościelnej. W 1673 r., po śmierci starszego brata Wolfa Engelbrechta, Johann Weikhard odziedziczył wielkie dobra Gotschee (obecnie Kočevje w Słowenii) i Seiffenberg. Zmarł 13 listopada 1677 r. w Lublanie i został pochowany w krypcie rodzinnej w kościele franciszkanów w Lublanie. 
Dobra wraz z tytułem książęcym odziedziczył najstarszy syn Ferdynand Franciszek. Młodsi synowie wstąpili na służbę cesarską. Najmłodszy syn Leopold (1662–1705) był radcą dworu i tajnym radcą, w latach 1694–1700 był ambasadorem w Anglii. W 1703 r. został wysłany do Turynu, aby namówić księcia Sabaudii Eugeniusza do przystąpienia do antyfrancuskiego sojuszu. Podczas tej misji zmarł. 
Z czterech córek tylko Franciszka wyszła za mąż. 6 listopada 1693 r. została drugą żoną Henryka Franciszka księcia von Fondi, hrabiego von Mansfeld. Druga córka Johanna Weikharda, Anna Maria, zmarła 10 czerwca 1660 r. w wieku dwóch lat. Najmłodsze zaś, Teresa i Alojza, wstąpiły do klasztoru. Wcześniej, Alojza była przez osiem lat dworką arcyksiężnej Eleonory, siostry cesarza Leopolda I, która była wdową po królu Polski Michale Korybucie Wiśniowieckim. Nie wiadomo, kiedy zmarła żona Johanna Weikharda von Auersperg. 3 stycznia 1664 r. księżna Maria Katharina von Auersperg napisała testament. Jest to ostatnia wiadomość o niej jako o osobie żyjącej.